# 下平和夫
下平 和夫（しもだいら かずお、1928年1月 - 1994年3月7日）は、日本の数学史研究者、和算史研究者。

## 生涯
1957年、東京教育大学理学部数学科卒業。1967年、日本大学大学院理工学研究科修士課程修了、前橋市立工業短期大学助教授、のち教授。1978年、「初期円理の発達 関孝和の業績の根源」で日本大学より学術博士の学位を取得。1983年、国士舘大学教授。在職中に死去。

## 著書

### 単著
- 『数学書を中心とした和算の歴史』富士短期大学出版部、1965-70　東西数学シリーズ
- 『日本人の数学 和算』河出書房新社、1972　のち講談社学術文庫
- 『日本人の数学感覚 なぜ計算がうまいのかー「そろばん文化」の構造』PHP研究所、1986　21世紀図書館
- 『関孝和 江戸の世界的数学者の足跡と偉業』研成社、2006

### 共著
- 『日本数学の新知識』萩野公剛共著　富士短期大学出版部、1968
- 『関孝和全集』平山諦、広瀬秀雄共編著　大阪教育図書ｍ1974
- 『江戸初期和算選書』全11巻　佐藤健一共編　研成社、1990―